# Cèsar Panicot i Llagostera
Cèsar Panicot i Llagostera   (Vic, 27 de juliol de 1974) és un ex-pilot de trial català. L'any 1993 va ser subcampió d'Europa rere Dougie Lampkin, un pilot que aleshores tot just començava a despuntar.

## Palmarès internacional
| Any  | Motocicleta | C. del Món outdoor | C. del Món indoor | Altres             |
| ---- | ----------- | ------------------ | ----------------- | ------------------ |
| 1993 | Gas Gas     | 14è                | -                 | Subcampió d'Europa |
| 1994 | Gas Gas     | -                  | 21è               |                    |